# Виленский сейм
Ви́ленский сейм (пол. Sejm Wileński) — представительный орган населения Срединной Литвы; образован проведёнными 8 января 1922 года выборами и 20 февраля 1922 года большинством голосов принял резолюцию о включении Виленского края в состав Польши.

## Ситуация
Польские части 8—9 октября 1920 года заняли Вильну и прилегающие территории. Сосредоточивший власть в своих руках генерал Люциан Желиговский объявил себя Верховным главнокомандующим войсками Срединной Литвы и заявил, что его цель — созыв в Вильне представителей края для выражения истинной воли населения. Первоначально назначенные на 9 января 1921 года выборы были отложены. 28 октября 1921 года была назначена новая дата выборов. Окончательная версия документа, регулирующего проведение выборов, была опубликована 1 декабря 1921 года. К участию допускались постоянные жители Срединной Литвы и уроженцы её территории, достигшие 21 года. Проживавшие в Польше уроженцы Виленщины призывались к участию в выборах. Среди 12 избирательных округов 3 находились на территории Польши в Лидском и Браславском уездах (поветах) (Лида, Браслав, Василишки) и 2 на территории Литвы (Ширвинты, Высокий Двор). На проведение выборов министерство финансов Польши 3 декабря 1921 года выделило 79 млн. польских марок.
Правительство Литовской Республики 14 декабря 1921 года выслало Лиге Наций ноту протеста против готовящихся выборов.

## Избирательная кампания
Большинство литовцев по призыву лидеров литовского населения Срединной Литвы выборы бойкотировала. К бойкоту присоединилась часть белорусов и евреев. Литовская коммунистическая партия сначала собиралась выдвинуть Рабочий список, но затем в воззваниях, выпущенных на белорусском, литовском, польском, русском, идиш языках призвала не участвовать в выборах. Таким образом в выборах участвовали со своими списками кандидатов Польский центральный избирательный комитет (пол. Polski Centralny Komitet Wyborczy), Народные советы (пол. Rady Ludowe), Национальный беспартийный польский избирательный комитет (пол. Narodowy Bezpartyjny Polski Komitet Wyborczy), Польская крестьянская партия (пол. Polskie Stronnictwo Ludowe), Польский народный союз «Возрождение» (пол. Polski Związek Ludowy «Odrodzenie»), Польская социалистическая партия Литвы и Белоруссии (пол. Polska Partia Socjalistyczna Litwy i Białorusi), Польский демократический избирательный комитет (пол. Polski Demokratyczny Komitet Wyborczy).
В Польский центральный избирательный комитет входили Народно-национальный союз (пол. Związek Ludowo-Narodowy), Христианско-национальная партия труда (пол. Chrześcijańsko-Narodowe Stronnictwo Pracy) и Национальное народное объединение (пол. Narodowe Zjednoczenie Ludowe). Лидерами были Александр Звежинский (пол. Aleksander Zwierzyński), Феликс Рачковский (пол. Feliks Raczkowski), ксёндз Игнацы Ольшаньский (пол. Ignacy Olszański), Мечислав Энгель (пол. Mieczysław Engiel), Станислав Бжостовский (пол. Stanisław Brzostowski). Блок выступал за безоговорочную и скорейшую инкорпорацию Срединной Литвы в состав польского государства.
Группировка «Народные советы» сформировались на базе Общества стражи кресовой (пол. Towarzystwo Straży Kresowej) и издавала еженедельник Rada Ludowa. Лидером был Юзеф Маловеский (пол. Józef Małowieski). В программных выступлениях Народных советов, выступавших объединением самых широких слоёв населения, подчёркивался демократический характер группировки. Утверждалось, что жители Виленского края — такие же поляки, как и те, что в Варшаве, Кракове или Познани, и желают иметь такие же права и обязанности.
Национальный беспартийный польский избирательный комитет был образован Лигой рабочих (пол. Liga Robotnicza), Союзом защиты воли населения принадлежать Польше (пол. Związek Obrony Woli Ludności Należenia do Polski) и беспартийными активистами из различных слоёв общества; выступал за безоговорочное присоединение Виленщины к Польше.
Польская крестьянская партия (PSL) представляла собой местную разновидность Польской народной партии «Пяст» (пол. Polskie Stronnictwo Ludowe «Piast»). Лидерами были адвокат Бронислав Кжижановский (пол. Bronisław Krzyżanowski) и Мариан Свеховский (пол. Marian Świechowski). Программа предусматривала автономию Виленщины в составе Польши.
Польский народный союз «Возрождение» представлял собой местную разновидность Польской народной партии «Возрождение» (пол. Polskie Stronnictwo Ludowe «Odrodzenie»). Лидерами были Стефан Мицкевич (пол. Stefan Mickiewicz) и Людвик Хоминский (пол. Ludwik Chomiński). Программа предусматривала присоединение к Польше всей исторической Литвы (то есть земель давнего Великого княжества Литовского). С другой стороны, подчёркивалось внимание к нуждам национальных меньшинств, предполагалась известная степень автономии Виленского края, выражалась готовность учитывать национальные стремления народов, населяющих эти земли, что должно было бы вести к присоединению к Польше территорий, где большинство населения составляли поляки.
Польская социалистическая партия Литвы и Белоруссии объединяла радикальных сторонников автономии Виленского края в составе Польши. Лидерами были Александр Заштовт (пол. Aleksander Zasztowt) и Станислав Багинский (пол. Stanisław Bagiński).
Польский демократический избирательный комитет образовала местная Польская демократическая партия (пол. Polskie Stronnictwo Demokratyczne). Его лидерами были сторонники федерации с Польшей Витольд Абрамович (пол. Witold Abramowicz) и Ян Пилсудский (пол. Jan Piłsudski), брат Начальника государства Юзефа Пилсудского.

## Итоги выборов
В избирательные списки было включено 263 537 человек (по другим сведениям, 249 325 человек), приняло участие в прошедших 8 января 1922 года выборах 163 292 избирателя. По разным подсчётам, участвовало всего 64,4 % (по другим сведениям, 63,9 %) избирателей. По официальным данным, среди голосовавших 4853 человека были прибывшие из Варшавы, Кракова, Познани, Торуни и др. городов Польши. По сведениям министерства иностранных дел Литвы, таковых было около 12 тысяч. Из литовцев, имевших право голоса, проголосовало 8,2 %, из евреев — 15,3 %, из белорусов — 41 %. Председатель Военной контрольной комиссии Лиге Наций в своём докладе 20 марта 1922 года отмечал, что выборы проходили в обстановке военной оккупации, организовывались и проводились почти исключительно поляками, избиратели прибывали для голосования без документов, удостоверяющих личность, и для участия в голосовании достаточно было назвать свою фамилию и найти её в списке, поэтому трудно расценивать выборы как искреннее и беспрепятственное изъявление воли населения.
В состоявшем из 106 депутатов Виленском сейме большинство образовали политические объединения, выступавшие за полную и безоговорочную инкорпорацию Срединной Литвы в состав Польши (43 — Польский центральный избирательный комитет, 34 — Народные советы).
Сторонники автономии в рамках польского государства набрали в сумме 22 мандата (13 — Польская крестьянская партия, 9 — Польский народный союз «Возрождение»). Сторонники федерации (Демократический избирательный комитет) провели 4 кандидатов.

## Деятельность сейма
Первое заседание состоялось в зале Театра на Погулянке 1 февраля 1922 года. После трёх голосований 3 февраля был избран маршалек (спикер) сейма Антоний Локуциевский (пол. Antoni Łokuciewski; от Народных советов). В сейме образовались правая национальная фракция (43 депутата), фракция Народных советов (34 депутата) и левая — представители оставшихся группировок (28 депутатов). Правые требовали немедленно распустить сейм после того, как в Варшаву отбудет делегация с постановлением о присоединении к Польше. Левые настаивали на том, чтобы Виленский сейм не распускался до того момента, когда он ратифицирует либо отвергнет предложения Учредительного сейма в Варшаве.
На заседании 20 февраля 1922 года сейм подавляющим большинством голосов (96 при 6 воздержавшихся; в некоторых изданиях цифры соответственно 101 и 3) принял резолюцию о безоговорочном включении Срединной Литвы в состав Польши. После принятия фундаментального постановления о принадлежности Виленского края (пол. Ziemi Wileńskiej) Польше разрабатывалась формула принадлежности, варианты её реализации и роспуска Виленского сейма. 1 марта были выбраны члены делегации (8 от правых, 5 от Народных советов, 7 от левого блока).
22 марта 1922 года Учредительный сейм в Варшаве принял Акт воссоединения Виленского края с Польской Республикой и призвал правительство принять власть на Виленщине. Члены делегации Виленского сейма были признаны депутатами Учредительного сейма Польской Республики. 24 марта 1922 года маршалек Антоний Локуциевский объявил о роспуске Виленского сейма.